# Merja Zerga

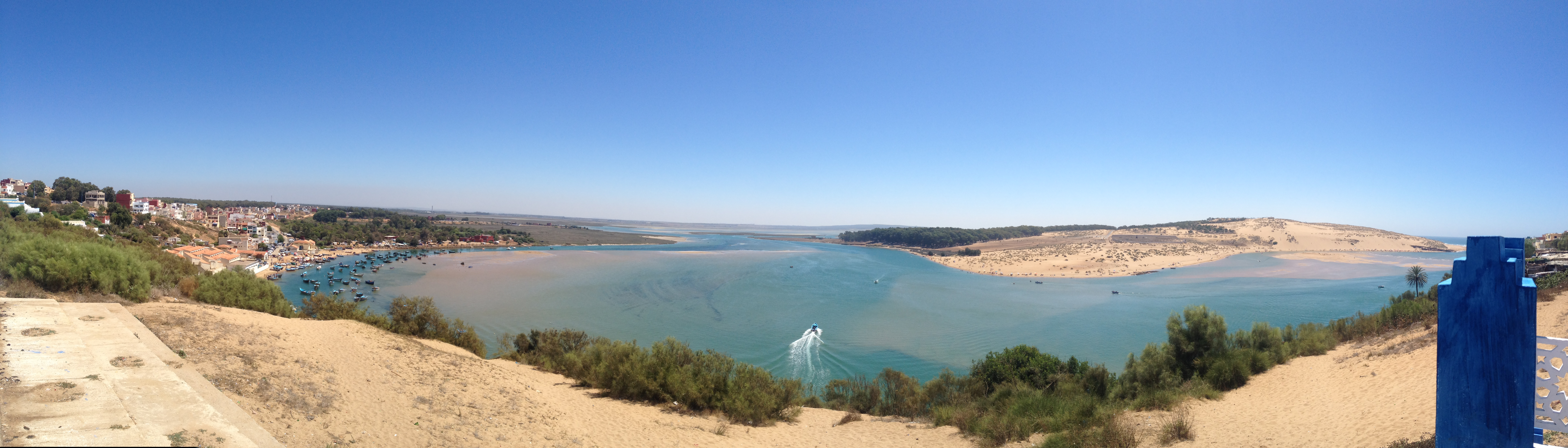
Vista panorámica de Merja Zerga, tomada desde la ciudad de Moulay Bousselham

Merja Zerga (en árabe: المرجة الزرقاء‎, que significa laguna azul) o laguna de Moulay Bou Selham es una laguna litoral localizada en la costa atlántica de Marruecos, a 70 km al norte de la ciudad de Kenitra. Es reserva biológica desde 1978 y ocupa unas 4.500 ha de superficie.
La laguna recibe agua del oued Drader y del acuífero local. Su profundidad media es de 1,5 m pero las lluvias invernales producen la inundación de la planicie aledaña.
Es sitio Ramsar debido al centenar de especies de aves que acoge y es un punto crítico en el corredor migratorio occidental. Puede acoger entre 15 y 20.000 anátidas y 50 a 100.000 limícolas en invierno. Entre las especies residentes se incluye la lechuza mora. Entre las especies invernantes destacan el tarro canelo, tarro blanco, silbón europeo, ánade friso, pato cuchara, cerceta pardilla, flamenco rosa, avoceta y varias especies de chorlito y zarapito. Destaca que esta es la última localidad en la que el zarapito fino era observado con regularidad.
La AECID a través de SEO/BirdLife y WWF financió un proyecto en el que se consideraba una diversificación de las actividades de la zona, mediante formación en artesanía, alfabetización, ecoturismo y agricultura sostenible. Se investigaron nuevas técnicas de cultivo de arroz más económicas en agua, se formaron guías ornitológicos y se creó un centro de acogida de visitantes en la localidad de Mouley Bou Selham. También se crearon unos circuitos culturales que aprovechaban la riqueza de morabitos (hasta siete) en un área muy pequeña.